# سونورا (کنتاکی)
سونورا (به انگلیسی: Sonora) شهری در ایالت کنتاکی کشور ایالات متحده آمریکا است که جمعیت آن در سرشماری سال ۲۰۱۰ میلادی، ۵۱۳ نفر بوده‌است.